# 愛媛県公安委員会
愛媛県公安委員会（えひめけんこうあんいいんかい）は、愛媛県警察を管理するため愛媛県知事所轄の下に設置される行政委員会である。3人の委員で構成される。所在地は松山市南堀端町2番地2である。

## 委員
愛媛県は政令指定都市を包括しないため、3人の委員で構成される。
以下は2020年5月24日現在。
- 委員長
  - 曽我部謙一[2]
- 委員
  - 増田吉利[2]
  - 渡部智磨子[2]

## 下部組織
- 愛媛県警察